# 梅兰芳 (漫画)
《梅兰芳》是林莹的漫画，获得第5届金龙奖最佳插画奖。讲述艺术家、文化人梅兰芳。插画集则是为漫画版做的预热宣传。于《新蕾·STORY100》上连载。